# Nijō Yoshizane

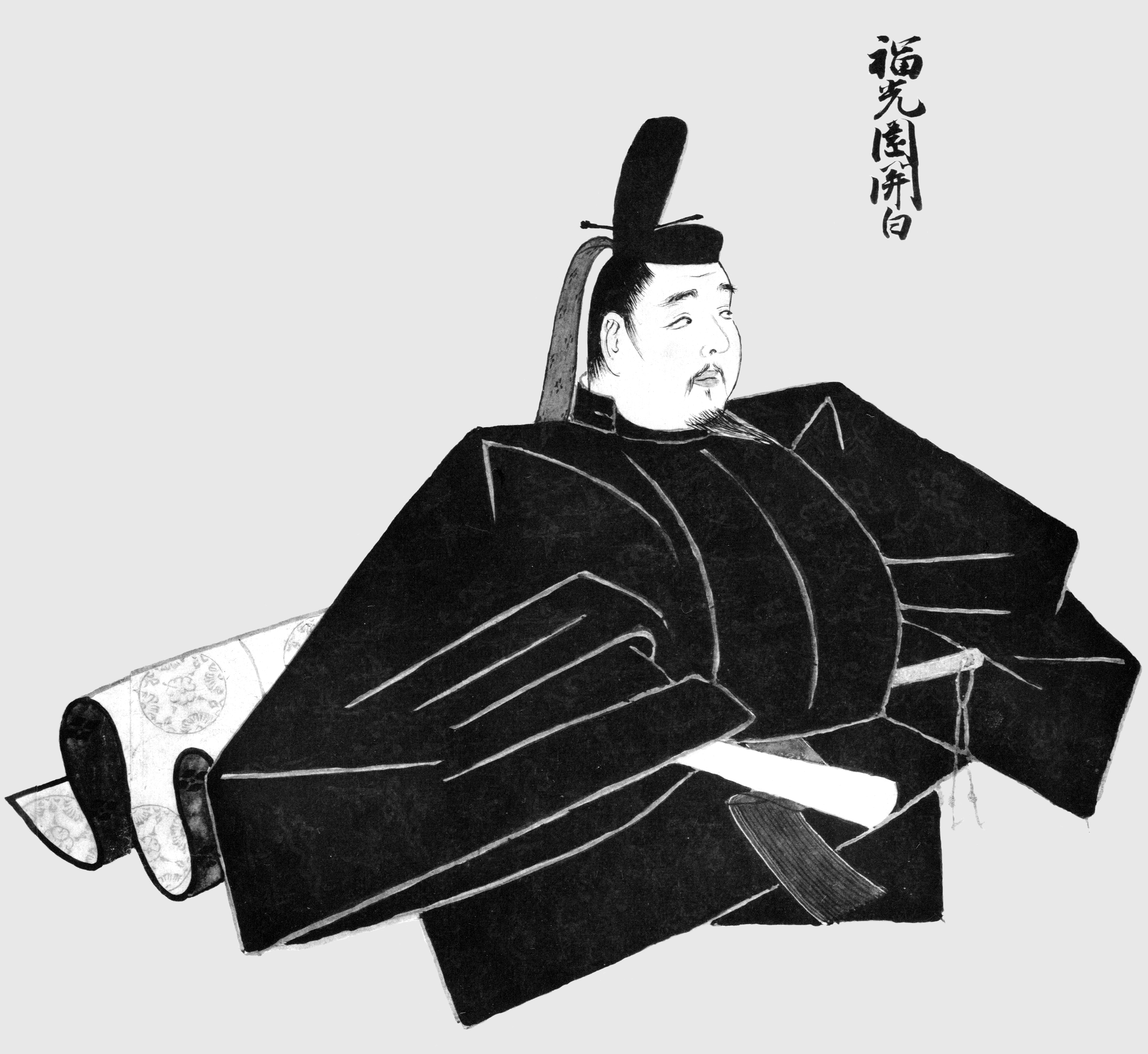
Nijō Yoshizane
(Tenshi-Sekkan Miei,).

Nijō Yoshizane (二条 良実?   1216 - 11 de enero de 1271) fue un kugyō (cortesano japonés de clase alta) que vivió durante la era Kamakura. Fue padre fundador y primer líder de la familia Nijō (derivada del clan Fujiwara) y segundo hijo del regente Kujō Michiie y de la hija del cortesano Saionji Kintsune. Su hermano mayor fue el regente Kujō Norizane, mientras que sus hermanos menores fueron el cuarto shogun Kamakura Kujō Yoritsune y el padre fundador de la familia Ichijō Ichijō Sanetsune.

## Biografía
Debido a que sus padres provenían de un fuerte linaje dentro de la Corte Imperial, Yoshizane rápidamente ascendió de rango durante su niñez. En 1226 ingresó a la corte imperial con el rango shōgoi inferior y como chambelán, ascendiendo en 1228 al rango jushii y en 1229 al rango shōshii inferior y por último al de jusanmi, convirtiéndose en cortesano de clase alta. En 1230 fue nombrado vicegobernador de la provincia de Iyo y promovido al rango shōsanmi. Al año siguiente, fue nombrado chūnagon y ascendido al rango junii y shōnii. En 1235 fue promovido a gondainagon y ascendido al rango juichii. En ese año fue nombrado naidaijin hasta 1236 cuando fue promovido a udaijin, y en 1238 fue ascendido a sadaijin (hasta 1243). 
Con la muerte repentina de su hermano mayor Norizane en 1235, Yoshizane tomó las riendas en cargos administrativos a pesar de que su padre Michiie no lo consideraba favorito, pero tenía el favor de su abuelo Kintsune. La relación entre Kintsune y Michiie si bien al inicio no fue muy problemática, tras la muerte del infante Emperador Shijō en 1242 y una posterior desavenencia con el shogunato sobre la sucesión imperial, hizo que ambos tomaran posturas irreconciliables al punto que Kintsune buscó una forma de reducir la influencia de la familia Kujō, promoviendo a Yoshizane y permitiendo que la familia Saionji tuviera control sobre la asignación de las consortes imperiales contribuyendo al fraccionamiento definitivo de la línea de regentes del clan Fujiwara (sekkanke) que se originó en el siglo IX y convertirlo en cinco familias separadas (gosekke), ya que los hijos de Michiie serían asignados a las familias Ichijō, Nijō y Kujō (las otras dos vendrían de la familia Konoe y la separada familia Takatsukasa), rotación que se mantendría sin cambios hasta el inicio de la era Meiji.
Es por ello que en 1242 fue nombrado kanpaku (regente) del Emperador Go-Saga y líder del clan Fujiwara. No obstante, con la muerte de Kintsune en 1244, Yoshizane perdió el patronazgo dentro de la corte y eventualmente su padre iba a retomar el control. En 1246 fue reemplazado de la regencia por su hermano menor Sanetsune, quien tenía el consentimiento de Michiie. En ese momento, Yoshizane tuvo como aliado al shikken (regente del shogunato Kamakura) Hōjō Tokiyori, aunque Michiie mantuvo alejado a Yoshizane de los cargos administrativos bajo la sospecha de colusión con el shogunato en contra de él.
Al morir Michiie en 1252, Yoshizane recuperó control en la corte y en 1261 se convirtió nuevamente en kanpaku, pero del Emperador Kameyama hasta 1265, cuando fue asignado nairan (hasta 1268). A finales de 1270 renunció a la vida como cortesano y se convirtió en monje budista (shukke) tomando el nombre de Gyōkū (行空?) y falleció dos meses después.
Tuvo como hijos al cortesano Nijō Michinaga, al regente Nijō Morotada, al cortesano Nijō Noriyoshi y al cortesano Nijō Tsunemichi, entre otros.